# Liudmila Zhuravliova
| Asteroides descubiertos: 213 | Asteroides descubiertos: 213 |
| ---------------------------- | ---------------------------- |
| (1858) Lobachevskij          | 18 de agosto de 1972         |
| (1859) Kovalevskaya          | 4 de septiembre de 1972      |
| (1909) Alekhin               | 4 de septiembre de 1972      |
| (1910) Mikhailov             | 8 de octubre de 1972         |
| (1959) Karbyshev             | 14 de julio de 1972          |
| (2015) Kachuevskaya          | 4 de septiembre de 1972      |
| (2098) Zyskin                | 18 de agosto de 1972         |
| (2130) Evdokiya              | 22 de agosto de 1974         |
| (2173) Maresjev              | 22 de agosto de 1974         |
| (2188) Orlenok               | 28 de octubre de 1976        |
| (2233) Kuznetsov             | 3 de diciembre de 1972       |
| (2283) Bunke                 | 26 de septiembre de 1974     |
| (2310) Olshaniya             | 26 de septiembre de 1974     |
| (2374) Vladvysotskij         | 22 de agosto de 1974         |
| (2423) Ibarruri              | 14 de julio de 1972          |
| (2475) Semenov               | 8 de octubre de 1972         |
| (2562) Chaliapin             | 27 de marzo de 1973          |
| (2576) Yesenin               | 17 de agosto de 1974         |
| (2702) Batrakov              | 26 de septiembre de 1978     |
| (2720) Pyotr Pervyj          | 6 de septiembre de 1972      |
| (2740) Tsoj                  | 26 de septiembre de 1974     |
| (2760) Kacha                 | 8 de octubre de 1980         |
| (2768) Gorky                 | 6 de septiembre de 1972      |
| (2771) Polzunov              | 26 de septiembre de 1978     |
| (2850) Mozhaiskij            | 2 de octubre de 1978         |
| (2890) Vilyujsk              | 26 de septiembre de 1978     |
| (2979) Murmansk              | 2 de octubre de 1978         |
| (3039) Yangel                | 26 de septiembre de 1978     |
| (3067) Akhmatova             | 14 de octubre de 1982        |
| (3074) Popov                 | 24 de diciembre de 1979      |
| (3095) Omarkhayyam           | 8 de septiembre de 1980      |
| (3108) Lyubov                | 18 de agosto de 1972         |
| (3157) Novikov               | 25 de septiembre de 1973     |
| (3190) Aposhanskij           | 26 de septiembre de 1978     |
| (3214) Makarenko             | 2 de octubre de 1978         |
| (3231) Mila                  | 4 de septiembre de 1972      |
| (3260) Vizbor                | 20 de septiembre de 1974     |
| (3376) Armandhammer          | 21 de octubre de 1982        |
| (3410) Vereshchagin          | 26 de septiembre de 1978     |
| (3442) Yashin                | 2 de octubre de 1978         |
| (3511) Tsvetaeva             | 14 de octubre de 1982        |
| (3547) Serov                 | 2 de octubre de 1978         |
| (3558) Shishkin              | 26 de septiembre de 1978     |
| (3566) Levitan               | 24 de diciembre de 1979      |
| (3586) Vasnetsov             | 26 de septiembre de 1978     |
| (3587) Descartes             | 8 de septiembre de 1981      |
| (3600) Archimedes            | 26 de septiembre de 1978     |
| (3616) Glazunov              | 3 de mayo de 1984            |
| (3622) Ilinsky               | 29 de septiembre de 1981     |
| (3624) Mironov               | 14 de octubre de 1982        |
| (3655) Eupraksia             | 26 de septiembre de 1978     |
| (3657) Ermolova              | 26 de septiembre de 1978     |
| (3662) Dezhnev               | 8 de septiembre de 1980      |
| (3724) Annenskij             | 23 de diciembre de 1979      |
| (3771) Alexejtolstoj         | 20 de septiembre de 1974     |
| (3803) Tuchkova              | 2 de octubre de 1981         |
| (3863) Gilyarovskij          | 26 de septiembre de 1978     |
| (3889) Menshikov             | 6 de septiembre de 1972      |
| (3925) Tret'yakov            | 19 de septiembre de 1977     |
| (3930) Vasilev               | 25 de octubre de 1982        |
| (3940) Larion                | 27 de marzo de 1973          |
| (3964) Danilevskij           | 12 de septiembre de 1974     |
| (3969) Rossi                 | 9 de octubre de 1978         |
| (3971) Voronikhin            | 23 de diciembre de 1979      |
| (4005) Dyagilev              | 8 de octubre de 1972         |
| (4032) Chaplygin             | 22 de octubre de 1985        |
| (4053) Cherkasov             | 2 de octubre de 1981         |
| (4070) Rozov                 | 8 de septiembre de 1980      |
| (4086) Podalirius            | 9 de noviembre de 1985       |
| (4118) Sveta                 | 15 de octubre de 1982        |
| (4144) Vladvasil'ev          | 28 de septiembre de 1981     |
| (4145) Maximova              | 29 de septiembre de 1981     |
| (4166) Pontryagin            | 26 de septiembre de 1978     |
| (4167) Riemann               | 2 de octubre de 1978         |
| (4214) Veralynn              | 22 de octubre de 1987        |
| (4303) Savitskij             | 25 de septiembre de 1973     |
| (4311) Zguridi               | 26 de septiembre de 1978     |
| (4363) Sergej                | 2 de octubre de 1978         |
| (4366) Venikagan             | 24 de diciembre de 1979      |
| (4430) Govorukhin            | 26 de septiembre de 1978     |
| (4434) Nikulin               | 8 de septiembre de 1981      |
| (4524) Barklajdetolli        | 8 de septiembre de 1981      |
| (4729) Mikhailmil'           | 8 de septiembre de 1980      |
| (4740) Veniamina             | 22 de octubre de 1985        |
| (4778) Fuss                  | 9 de octubre de 1978         |
| (4787) Shul'zhenko           | 6 de septiembre de 1986      |
| (4811) Semashko              | 25 de septiembre de 1973     |
| (4870) Shcherban'            | 25 de octubre de 1989        |
| (4936) Butakov               | 22 de octubre de 1985        |
| (4992) Kálmán                | 25 de octubre de 1982        |
| (5096) Luzin                 | 5 de septiembre de 1983      |
| (5101) Akhmerov              | 22 de octubre de 1985        |
| (5301) Novobranets           | 20 de septiembre de 1974     |
| (5304) Bazhenov              | 2 de octubre de 1978         |
| (5412) Rou                   | 25 de septiembre de 1973     |
| (5419) Benua                 | 29 de septiembre de 1981     |
| (5421) Ulanova               | 14 de octubre de 1982        |
| (5495) Rumyantsev            | 6 de septiembre de 1972      |
| (5544) Kazakov               | 2 de octubre de 1978         |
| (5545) Makarov               | 1 de noviembre de 1978       |
| (5572) Bliskunov             | 26 de septiembre de 1978     |
| (5681) Bakulev               | 15 de septiembre de 1990     |
| (5781) Barkhatova            | 24 de septiembre de 1990     |
| (5809) Kulibin               | 4 de septiembre de 1987      |
| (5994) Yakubovich            | 29 de septiembre de 1981     |
| (6082) Timiryazev            | 21 de octubre de 1982        |
| (6162) Prokhorov             | 25 de septiembre de 1973     |
| (6220) Stepanmakarov         | 26 de septiembre de 1978     |
| (6631) Pyatnitskij           | 4 de septiembre de 1983      |
| (6681) Prokopovich           | 6 de septiembre de 1972      |
| (6682) Makarij               | 25 de septiembre de 1973     |
| (6719) Gallaj                | 16 de octubre de 1990        |
| (6754) Burdenko              | 28 de octubre de 1976        |
| (6954) Potemkin              | 4 de septiembre de 1987      |
| (6955) Ekaterina             | 25 de septiembre de 1987     |
| (7161) Golitsyn              | 25 de octubre de 1982        |
| (7223) Dolgorukij            | 14 de octubre de 1982        |
| (7224) Vesnina               | 15 de octubre de 1982        |
| (7268) Chigorin              | 3 de octubre de 1972         |
| (7278) Shtokolov             | 22 de octubre de 1985        |
| (7320) Potter                | 2 de octubre de 1978         |
| (7381) Mamontov              | 8 de septiembre de 1981      |
| (7382) Bozhenkova            | 8 de septiembre de 1981      |
| (7413) Galibina              | 24 de septiembre de 1990     |
| (7555) Venvolkov             | 28 de septiembre de 1981     |
| (7736) Nizhnij Novgorod      | 8 de septiembre de 1981      |
| (7858) Bolotov               | 26 de septiembre de 1978     |
| (7913) Parfenov              | 9 de octubre de 1978         |
| (7950) Berezov               | 28 de septiembre de 1992     |
| (7979) Pozharskij            | 26 de septiembre de 1978     |
| (8088) Australia             | 23 de septiembre de 1990     |
| (8134) Minin                 | 26 de septiembre de 1978     |
| (8145) Valujki               | 5 de septiembre de 1983      |
| (8151) Andranada             | 12 de agosto de 1986         |
| (8181) Rossini               | 28 de septiembre de 1992     |
| (8332) Ivantsvetaev          | 14 de octubre de 1982        |
| (8471) Obrant                | 5 de septiembre de 1983      |
| (8477) Andrejkiselev         | 6 de septiembre de 1986      |
| (8498) Ufa                   | 15 de septiembre de 1990     |
| (8612) Burov                 | 26 de septiembre de 1978     |
| (8982) Oreshek               | 25 de septiembre de 1973     |
| (9014) Svyatorichter         | 22 de octubre de 1985        |
| (9017) Babadzhanyan          | 2 de octubre de 1986         |
| (9034) Oleyuria              | 26 de agosto de 1990         |
| (9156) Malanin               | 15 de octubre de 1982        |
| (9514) Deineka               | 27 de septiembre de 1973     |
| (9533) Aleksejleonov         | 28 de septiembre de 1981     |
| (9567) Surgut                | 22 de octubre de 1987        |
| (9612) Belgorod              | 4 de septiembre de 1992      |
| (9741) Solokhin              | 22 de octubre de 1987        |
| (9838) Falz-Fein             | 4 de septiembre de 1987      |
| (9848) Yugra                 | 26 de agosto de 1990         |
| (9914) Obukhova              | 28 de octubre de 1976        |
| (10014) Shaim                | 26 de septiembre de 1978     |
| (10016) Yugan                | 26 de septiembre de 1978     |
| (10261) Nikdollezhal'        | 22 de agosto de 1974         |
| (10266) Vladishukhov         | 26 de septiembre de 1978     |
| (10313) Vanessa-Mae          | 26 de agosto de 1990         |
| (10504) Doga                 | 22 de octubre de 1987        |
| (10675) Kharlamov            | 1 de noviembre de 1978       |
| (10684) Babkina              | 8 de septiembre de 1980      |
| (10711) Pskov                | 15 de octubre de 1982        |
| (10728) 1987 RT5             | 4 de septiembre de 1987      |
| (10729) Tsvetkova            | 4 de septiembre de 1987      |
| (11268) Spassky              | 22 de octubre de 1985        |
| (11445) Fedotov              | 26 de septiembre de 1978     |
| (11446) Betankur             | 9 de octubre de 1978         |
| (11791) Sofiyavarzar         | 26 de septiembre de 1978     |
| (11792) Sidorovsky           | 26 de septiembre de 1978     |
| (11793) Chujkovia            | 2 de octubre de 1978         |
| (11826) Yurijgromov          | 25 de octubre de 1982        |
| (12191) Vorontsova           | 9 de octubre de 1978         |
| (12199) Sohlman              | 8 de octubre de 1980         |
| (12704) Tupolev              | 24 de septiembre de 1990     |
| (12978) Ivashov              | 26 de septiembre de 1978     |
| (12979) 1978 SB8             | 26 de septiembre de 1978     |
| (13010) Germantitov          | 29 de agosto de 1986         |
| (13046) 1990 QB19            | 31 de agosto de 1990         |
| (13049) Butov                | 15 de septiembre de 1990     |
| (13923) Peterhof             | 22 de octubre de 1985        |
| (14318) 1978 SD3             | 26 de septiembre de 1978     |
| (14349) Nikitamikhalkov      | 22 de octubre de 1985        |
| (14819) 1982 UC11            | 25 de octubre de 1982        |
| (15203) Grishanin            | 26 de septiembre de 1978     |
| (15220) Sumerkin             | 28 de septiembre de 1981     |
| (15231) Ehdita               | 4 de septiembre de 1987      |
| (15258) Alfilipenko          | 15 de septiembre de 1990     |
| (16419) 1987 SS28            | 24 de septiembre de 1987     |
| (18295) 1978 TT7             | 2 de octubre de 1978         |
| (18321) Bobrov               | 25 de octubre de 1982        |
| (20965) 1978 SJ7             | 26 de septiembre de 1978     |
| (22276) Belkin               | 21 de octubre de 1982        |
| (22253) 1978 SU7             | 26 de septiembre de 1978     |
| (23411) 1978 ST7             | 26 de septiembre de 1978     |
| (23436) 1982 UF8             | 21 de octubre de 1982        |
| (24602) 1972 TE              | 3 de octubre de 1972         |
| (24611) 1978 SH3             | 26 de septiembre de 1978     |
| (24637) 1981 RW4             | 8 de septiembre de 1981      |
| (24697) Rastrelli            | 24 de septiembre de 1990     |
| (26795) 1978 SD8             | 26 de septiembre de 1978     |
| (27659) 1978 SO7             | 26 de septiembre de 1978     |
| (27660) 1978 TR7             | 2 de octubre de 1978         |
| (30724) Peterburgtrista      | 26 de septiembre de 1978     |
| (30725) 1978 SA8             | 26 de septiembre de 1978     |
| (30821) 1990 RR17            | 15 de septiembre de 1990     |
| (32766) 1982 UY7             | 21 de octubre de 1982        |
| (32768) 1983 RZ4             | 5 de septiembre de 1983      |
| (32807) Quarenghi            | 24 de septiembre de 1990     |
| (35053) 1982 UA11            | 25 de octubre de 1982        |
| (42479) 1981 SE7             | 28 de septiembre de 1981     |
| (46539) 1982 UE12            | 24 de octubre de 1982        |
| (65637) 1979 VS2             | 14 de noviembre de 1979      |
| (69262) 1986 PV6             | 12 de agosto de 1986         |
| 1. 2.                        |                              |

Liudmila Vasílievna Zhuravliova (en ucraniano: Людмила Василівна Журавльова, en ruso: Людмила Васильевна Журавлёва) (22 de mayo de 1946) es una astrónoma ucraniana, anteriormente soviética. Trabaja en el Observatorio Astrofísico de Crimea. También es presidente de la rama de Crimea de la fundación "Prince Clarissimus Aleksandr Danílovich Ménshikov"
Ha tenido una carrera prolífica, habiendo descubierto más de dos centenares de asteroides, incluidos los asteroides troyanos (4086) Podalirius y (2374) Vladvysotskij. Zhuravliova se encuentra en la posición número 45 de la lista de descubridores de planetas menores, realizada por la universidad de Harvard.